# El futuro que viene
El futuro que viene es una película argentina de 2017 escrita y dirigida por Constanza Novick y protagonizada por Dolores Fonzi y Pilar Gamboa.

## Reparto
- Dolores Fonzi como Romina.
- Pilar Gamboa como Flor.

## Premios y nominaciones

### Premios Cóndor de Plata
Dichos premios serán entregados por la Asociación de Cronistas Cinematográficos de la Argentina en  2018.
| Año  | Categoría             | Candidato                   | Resultado |
| ---- | --------------------- | --------------------------- | --------- |
| 2018 | Mejor Ópera Prima     | El futuro perfecto          | Nominada  |
| 2018 | Mejor Actriz          | Pilar Gamboa                | Nominada  |
| 2018 | Mejor banda de sonido | Rosario Ortega Sofía Vitola | Nominada  |